# Автошлях Т 1916
Автошля́х Т 1916 — автомобільний шлях територіального значення у Сумській та Полтавській областях. Пролягає територією Роменського та Талалаївського районів через Ромни — Великі Бубни — Талалаївку — Скороходове. Загальна довжина — 23,6 км.

## Маршрут
Автошлях проходить через такі населені пункти:
| Автошлях Т 1916     |        |
| Сумська область     |        |
| Роменський район    |        |
| Ромни               | Н07    |
| Житне               |        |
| Ріпки               |        |
| Великі Бубни        |        |
| Посад               |        |
| Полтавська область  |        |
| Талалаївський район |        |
| Талалаївка          |        |
| Скороходове         | Т 2515 |